# Піт Хукстра
Пітер Гукстра (англ. Peter Hoekstra; нар. 30 жовтня 1953, Гронінген, Нідерланди) — американський політик-республіканець, представляв 2-й виборчий округ штату Мічиган у Палати представників США з 1993 по 2011 рр. (голова Комітету з розвідки Палати з 2004 по 2007 рр.). Посол США в Нідерландах 2018 р.

## Життєпис
У 1975 р. отримав ступінь бакалавра в Гоуп-коледжі, у 1977 р. закінчив Бізнес-школу Мічиганського університету. 15 років працював в компанії з виробництва меблів Herman Miller Inc., де зробив кар'єру і обіймав посаду віце-президента з маркетингу.
Кандидат на посаду губернатора Мічигану у 2010 р., невдало балотувався до Сенату США у 2012 р.